# Пэкун (станция метро)
«Пэкун» (кор. 백운역) — наземная станция Сеульского метро на Первой (Линия Кёнкин) линии. Станция открыта на уже действующем участке, введённым в эксплуатацию 15 августа 1974 года в составе 1-й очереди Первой линии. На станции установлены платформенные раздвижные двери.
Она представлена двумя боковыми платформами. Станция обслуживается Корейской национальной железнодорожной корпорацией (Korail). Расположена в квартале Сипчжон-дон района Пупхёнгу города Инчхон (Республика Корея).
На Первой линии поезда Кёнвон экспресс (GWː Gyeongwon) и Кёнкин экспресс (GI: Gyeongin) обслуживают станцию; Кёнбусон красный экспресс (GB: Gyeongbu red express) и Кёнбусон зелёный экспресс (SC: Gyeongbu green express) не обслуживают станцию.
Пассажиропоток — на 1 линии 19 937 чел/день (на 2012 год).